# Застава Гренаде
Застава Гренаде је усвојена 7. фебруара 1974. 
На њој се налази седам звезда које симболизују седам покрајина ове земље. У средини се налази једна звезда на црвеном кругу као симбол покрајине Сент Џорџ, у којој се налази истоимени главни град.
На левој страни се налази мускатни орах који је један од главних усева ове земље иначе познате по својим зачинима. 
На застави се налазе пан-афричке боје — црвена, златна и зелена — које симболизују афрички идентитет.